# Soufyan Ahannach
Soufyan Ahannach (Amsterdam, 9 settembre 1995) è un calciatore olandese, attaccante dell'US Yacoub El Mansour.

## Caratteristiche tecniche
È un'ala sinistra.

## Carriera
Cresciuto nelle giovanili dell'Almere City, ha esordito in prima squadra il 5 ottobre 2012 in un match perso 2-0 contro il Fortuna Sittard.

## Statistiche

### Presenze e reti nei club
Statistiche aggiornate al 6 gennaio 2017.
| Stagione        | Squadra          | Campionato      | Campionato | Campionato | Coppe nazionali | Coppe nazionali | Coppe nazionali | Coppe continentali | Coppe continentali | Coppe continentali | Altre coppe | Altre coppe | Altre coppe | Totale | Totale | Totale |
| Stagione        | Squadra          | Comp            | Pres       | Reti       | Comp            | Pres            | Reti            | Comp               | Pres               | Reti               | Comp        | Pres        | Reti        | Pres   | Reti   |        |
| --------------- | ---------------- | --------------- | ---------- | ---------- | --------------- | --------------- | --------------- | ------------------ | ------------------ | ------------------ | ----------- | ----------- | ----------- | ------ | ------ | ------ |
| 2012-2013       | Almere City      | 1D              | 2          | 0          | CO              | 0               | 0               |                    | -                  | -                  |             | -           | -           | 2      | 0      |        |
| 2013-2014       | Almere City      | 1D              | 6+2        | 0+1        | CO              | 0               | 0               |                    | -                  | -                  |             | -           | -           | 8      | 1      |        |
| 2014-2015       | Almere City      | 1D              | 13+4       | 3+3        | CO              | 0               | 0               |                    | -                  | -                  |             | -           | -           | 17     | 6      |        |
| 2015-2016       | Almere City      | 1D              | 26         | 7          | CO              | 2               | 0               |                    | -                  | -                  |             | -           | -           | 28     | 7      |        |
| 2016-2017       | Almere City      | 1D              | 38+2       | 18+2       | CO              | 2               | 0               |                    | -                  | -                  |             | -           | -           | 42     | 20     |        |
| Totale carriera | Totale carriera  | Totale carriera | 93         | 34         |                 | 4               | 0               |                    | -                  | -                  |             | -           | -           | 97     | 34     |        |
| 2017-gen. 2018  | Brighton         | PL              | 0          | 0          | FACup+CdL       | 0+1             | 0               |                    | -                  | -                  |             | -           | -           | 1      | 0      |        |
| gen.-giu. 2018  | Sparta Rotterdam | ED              | 5          | 0          | CO              | 0               | 0               |                    | -                  | -                  |             | -           | -           | 5      | 0      |        |
| Totale carriera | Totale carriera  | Totale carriera | 98         | 34         |                 | 5               | 0               |                    | -                  | -                  |             | -           | -           | 103    | 34     |        |